# Mayra Rondo Ndjinga
Mayra Rondo Ndjinga (7 de julio de 1988) es una poeta de Guinea Ecuatorial.
Proviene de la etnia ndowe. Nació en Ekuku, Bata. Recibió su educación primaria en su ciudad natal, luego se mudó a Malabo, la capital, para asistir a las escuelas secundarias locales. Estudió sociología en la Universidad Nacional de Guinea Ecuatorial.
Conocida sobre todo por su poesía, ha publicado "La vida es vanidad", entre otros poemas. Por este trabajo recibió el Premio Raquel Ilonbé (2018), otorgado conjuntamente por el Centro Cultural de España en Malabo y el de Bata. Su obra es apreciada por la sencillez y fluidez de su estilo así como por el sabor existencial de sus textos.
Sus textos están antologados en "Letras Femeninas" (2018), así como en "Nuevas voces de la literatura de Guinea Ecuatorial. Antología (2008-2018)" de Juan Riochí Siafa.
En 2021, la Embajada de Portugal en Malabo incluyó el poema "Mujer" de Mayra Rondo como aporte local al Día Internacional de las lenguas y letras lusófonas.